# Halosydna patagonica
Halosydna patagonica är en ringmaskart som beskrevs av Johan Gustaf Hjalmar Kinberg 1856. Halosydna patagonica ingår i släktet Halosydna och familjen Polynoidae. Inga underarter finns listade i Catalogue of Life.